# Olma Media Group
Olma Media Group en ruso: Олма медиа групп) es una editorial rusa fundada por Oleg Tkach y Vladímir Uzún en 1991 con el nombre Olma Press. A mediados de la década de 1990, se posiciona como una casa editorial familiar. En 2003, se fusionó con la editorial Nevá en la nueva estructura Olma Media Group. A inicios de la segunda década del siglo XXI es una de las cinco principales editoriales rusas.

## Historia
Tras su fundación en 1991, la principal esfera de publicación fue la literatura infantil, comor la serie Libros de nuestra infancia (Книги нашего детства), que comprendía obras de Kir Bulychov, Yevgueni Velstístov, Vladímir Zheléznikov, Lázar Laguin, Vitali Gúbarev y Yuri Olesha. 
Desde 1993, la casa editorial participa en al Feria Internacional del Libro de Moscú. La enciclopedia Plutarco Infantil (Детский Плутарх) obtuvo reconocimiento en la categoría infantil en 1999. Otros galardones seguirían a estos éxitos iniciales con premios de la Unión de Escritores de Rusia o el Salón del Libro de San Petersburgo. 
Tras la fusión con NEvá en 2003, la editorial comenzó a diversificar la temática de sus publicaciónes, incorporando entre otras la literatura médica, la histórica, o la artística. A finales de la década se había establecido una red de agencias que cubría las principales ciudades de Rusia: San Petersburgo, Omsk, Krasnoyarsk y Krasnodar. En 2011 adquirió la editorial Prosveshchenie por 2.25 millones de rublos y para el año siguiente operaban dieciséis sucursales. En 2018 se fusionó con la editorial Abris, publicando a partir del año siguiente bajo la marca Abris-Olma.

## Autores
Entre los autores publicados por la editorial se hallan: Aleksandr Bushkov (en exclusiva desde 1996), Borís Akunin, Vladímir Medinski, Andréi Kurpátov, Erin Hunter, Claire Bell, V. P. Leontiev, Louise Hay, Ernst Muldáshev, Aleksandr Jinshtéin, Phyllis Cast, Martin Cruz Smith, Diana Mott Davidson, Charlotte Link, Robert Holdstock, Ángela Becerra o Gail Carrier. 